# Miha Gregorič
 Miha Gregorič (sinh 22 tháng 8 năm 1989) là một cầu thủ bóng đá Slovenia thi đấu cho Gorica ở Slovenian PrvaLiga.